# Wölmersen
Wölmersen é um município localizada no distrito de Altenkirchen, na associação municipal de Verbandsgemeinde Altenkirchen, no estado da Renânia-Palatinado.

## População
| - 1815 – 74 - 1835 – 128 - 1871 – 166 - 1905 – 168 - 1939 – 203 - 1950 – 223 | - 1961 – 232 - 1965 – 262 - 1970 – 258 - 1975 – 241 - 1980 – 261 - 1985 – 335 | - 1987 – 324 - 1990 – 383 - 1995 – 408 - 2000 – 412 - 2005 – 445 |